# Asadipus barant
Asadipus barant är en spindelart som beskrevs av Norman I. Platnick 2000. Asadipus barant ingår i släktet Asadipus och familjen Lamponidae.
Artens utbredningsområde är Western Australia. Inga underarter finns listade i Catalogue of Life.